# Olga Tokarczuk
Olga Nawoja Tokarczuk (rođena 29. siječnja 1962.) poljska je književnica, aktivistica i intelektualka koja je u Poljskoj opisana kao jedna od komercijalno najuspješnijih i od kritike najprepoznatijih autorica njezine generacije. 2018. godine osvojila je međunarodnu Bookerovu nagradu za književno stvaralaštvo za svoj roman Bieguni. Godine 2019. nagrađena je Nobelovom nagradom za književnost za 2018. godinu.